# Christine Adams
Christine Adams (Alemania, 28 de febrero de 1974) es una atleta alemana retirada especializada en la prueba de salto con pértiga, en la que consiguió ser subcampeona europea en pista cubierta en 2000.

## Carrera deportiva
En el Campeonato Europeo de Atletismo en Pista Cubierta de 2000 ganó la medalla de plata en el salto con pértiga, con un salto por encima de 4.35 metros, tras la checa Pavla Hamáčková-Rybová (oro con 4.40 metros) y empatada con la rusa Elena Beliakova.

## Carrera artística
Christine Adams participará en la segunda temporada de la serie Black Lightning interpretando al personaje de Lynn Stewart.